# Celest bar restaurant
Pour les articles homonymes, voir Céleste, Bar et Restaurant.
Le Celest bar restaurant est un hôtel-lounge bar-restaurant gastronomique panoramique, de la tour Part-Dieu de Lyon, en Auvergne-Rhône-Alpes. Cet hôtel-restaurant, du groupe hôtelier Radisson Blu-Radisson Hotels & Resorts, situé entre les 32e et 42e derniers étages du gratte-ciel de 165 m, est un des plus hauts points de vue panoramiques de Lyon. 

## Historique
La tour Part-Dieu (un des gratte-ciel les plus emblématiques de Lyon, surnommée « le crayon » par les Lyonnais, en rapport à sa forme architecturale) est un inaugurée en 1977, avec ses 42 étages, de 165 m de haut, dans le quartier d'affaires de La Part-Dieu du 3e arrondissement de Lyon. 

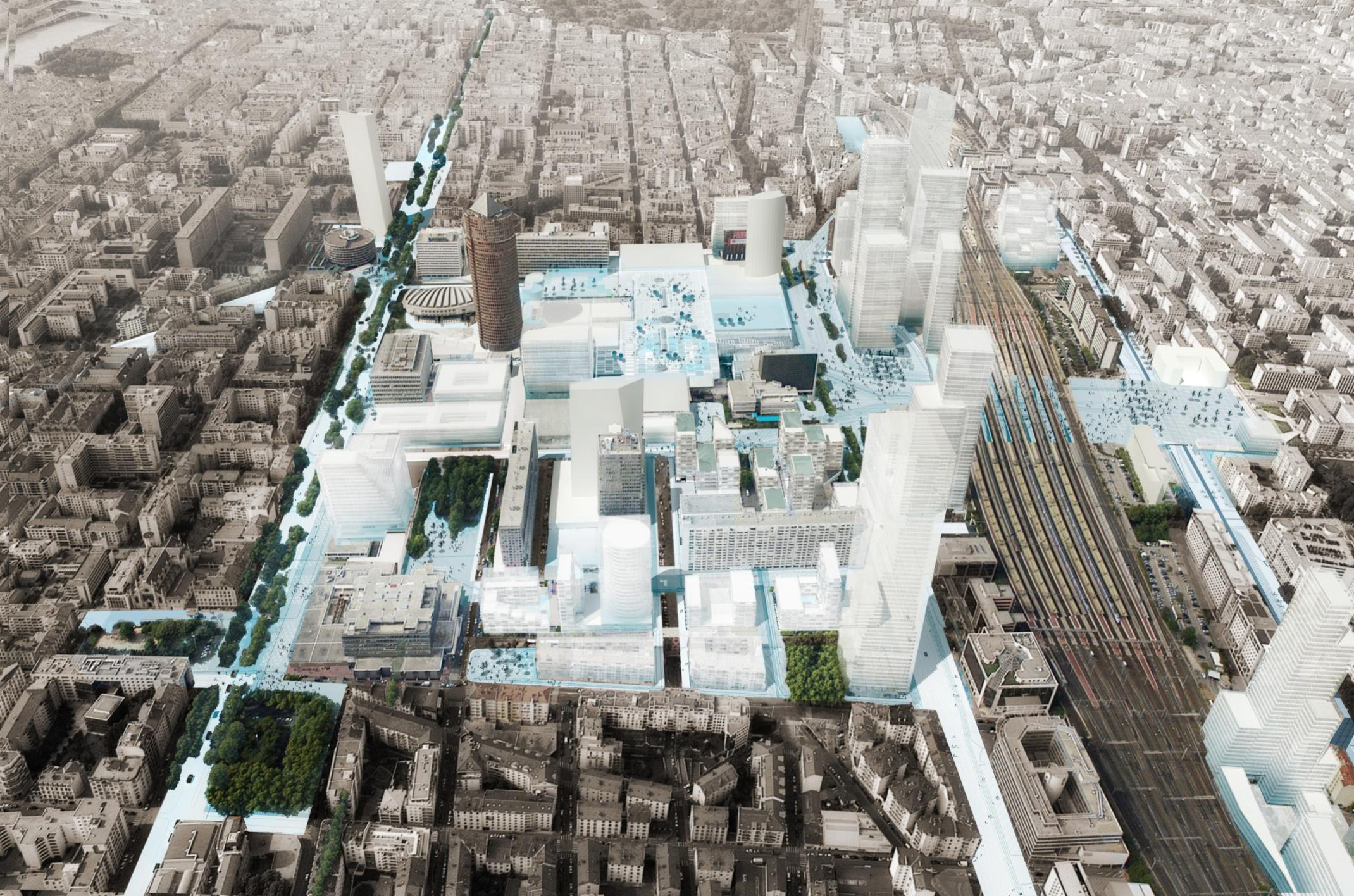
Quartier d'affaires La Part-Dieu des années 2020
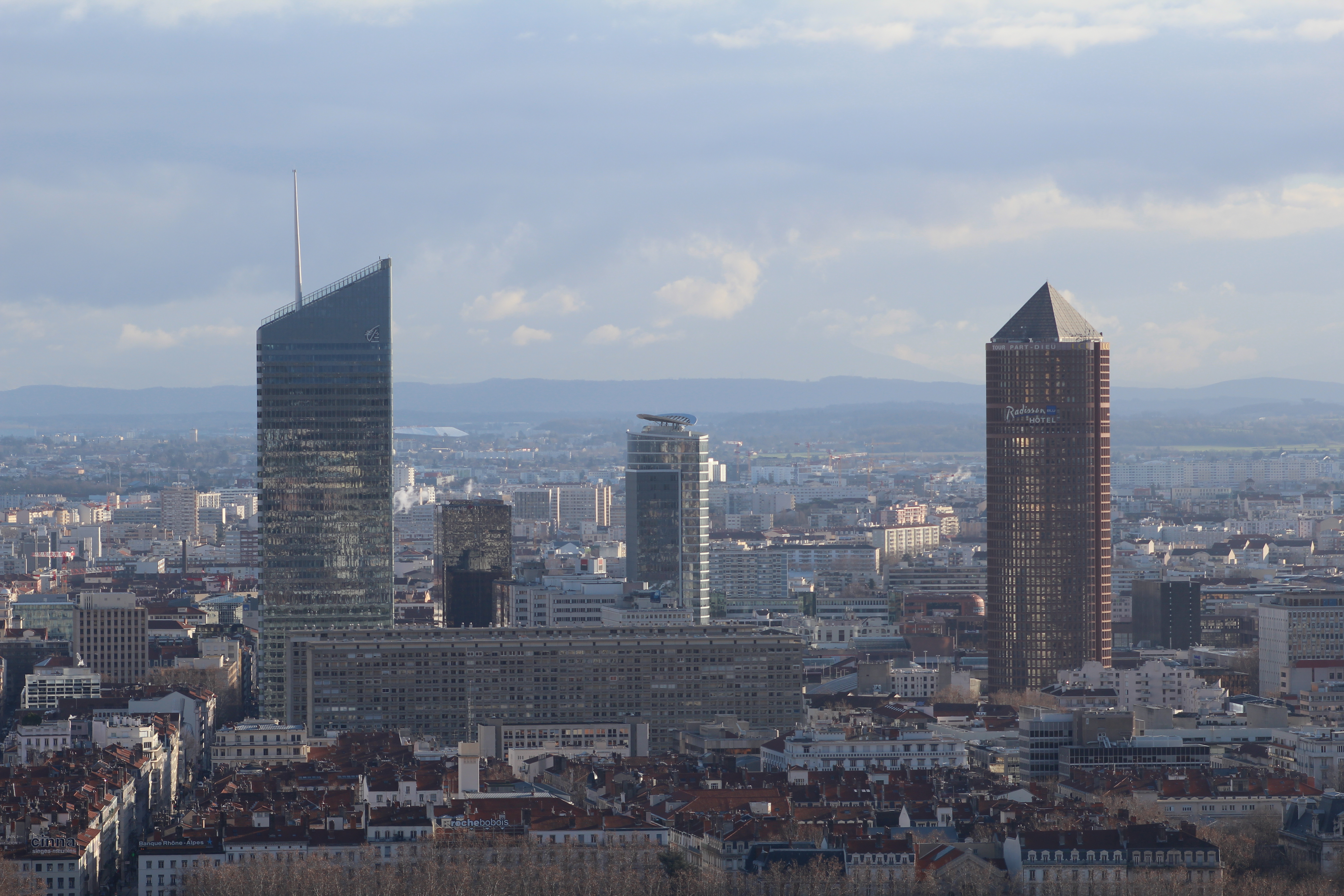
Tour Incity, tour Oxygène, et tour Part-Dieu (à droite)
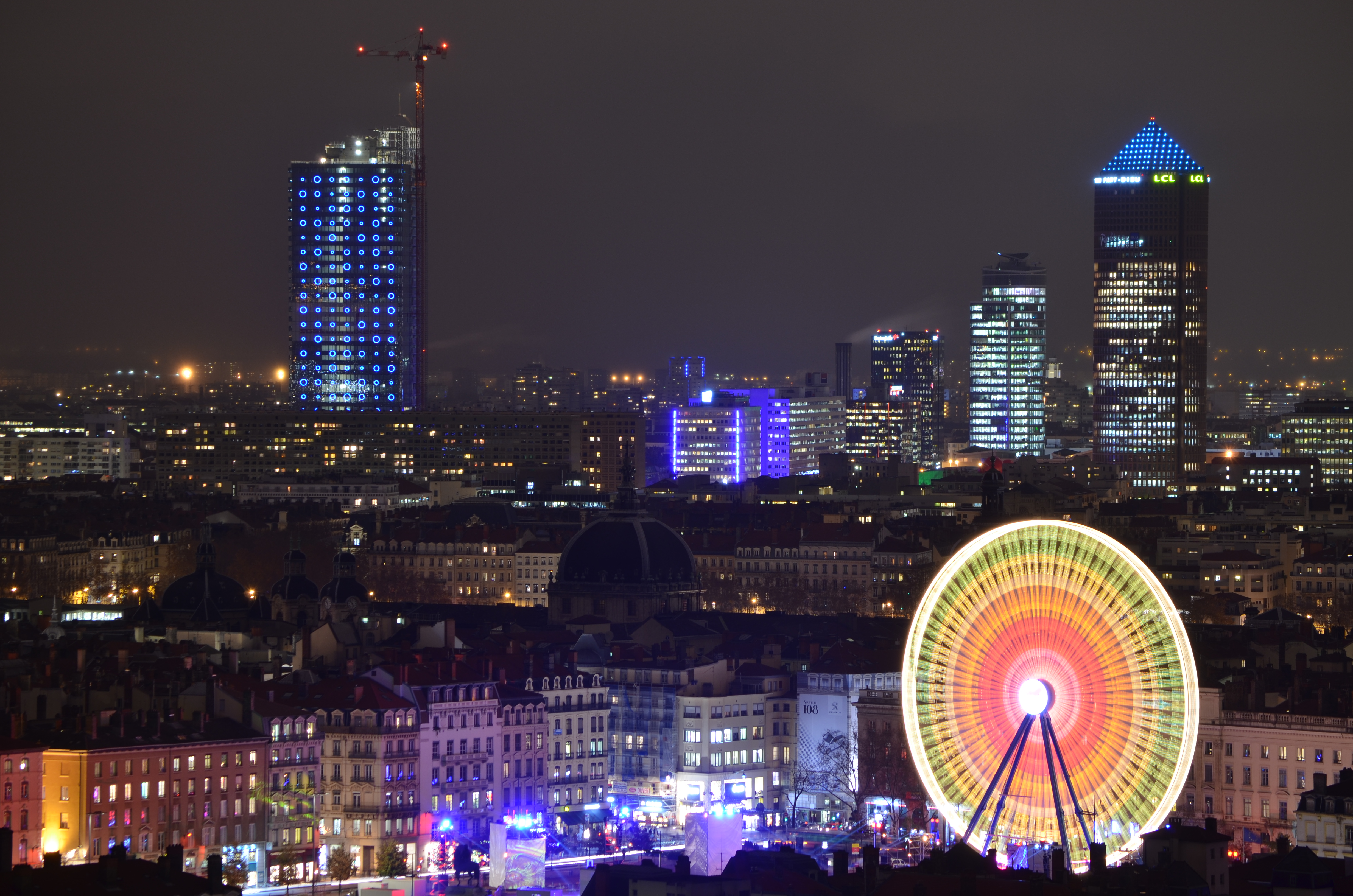
Tour Part-Dieu (à droite)

Le lounge bar-restaurant, au décor design moderne, surplombe Lyon depuis le 32e étage.

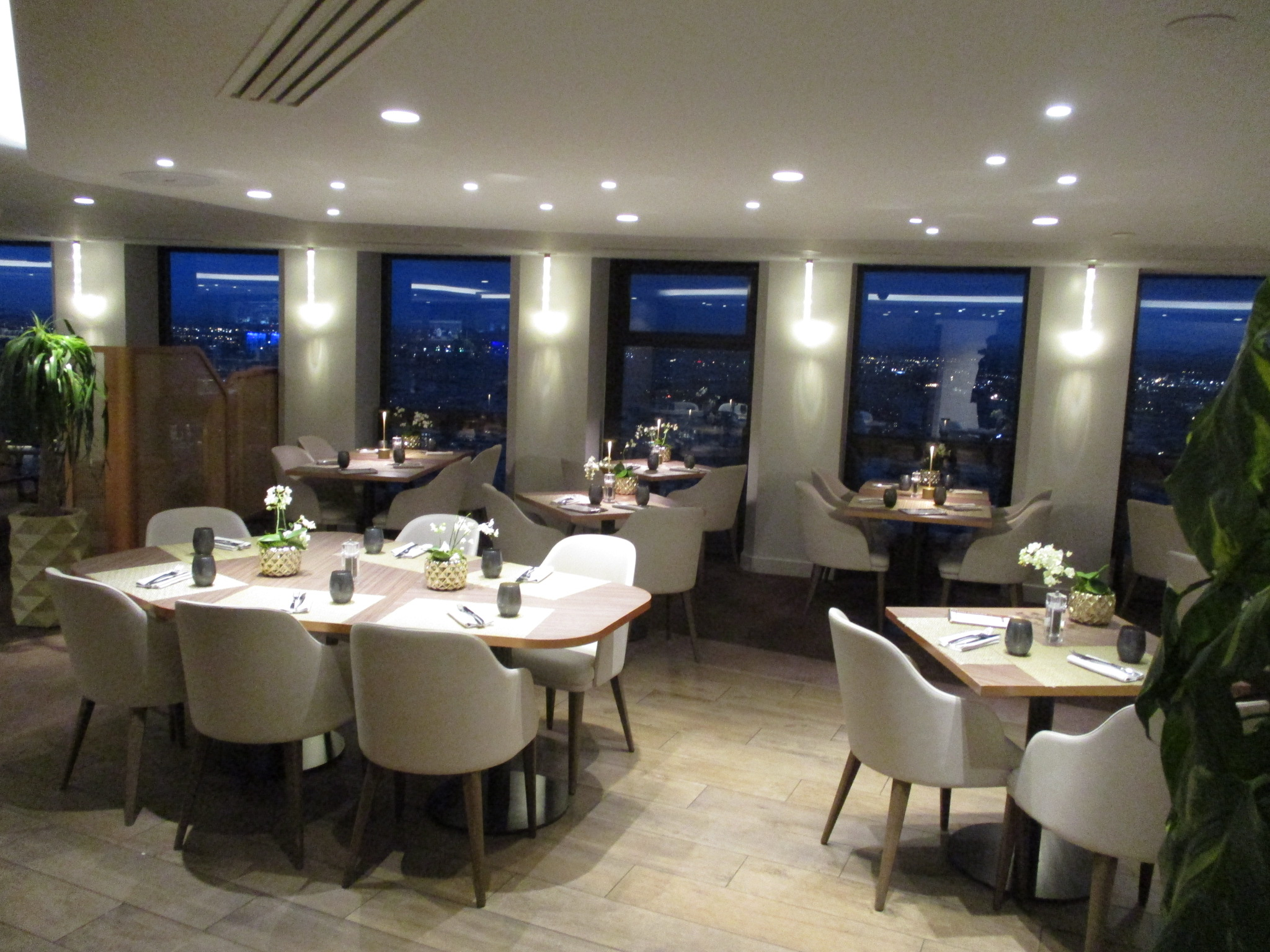
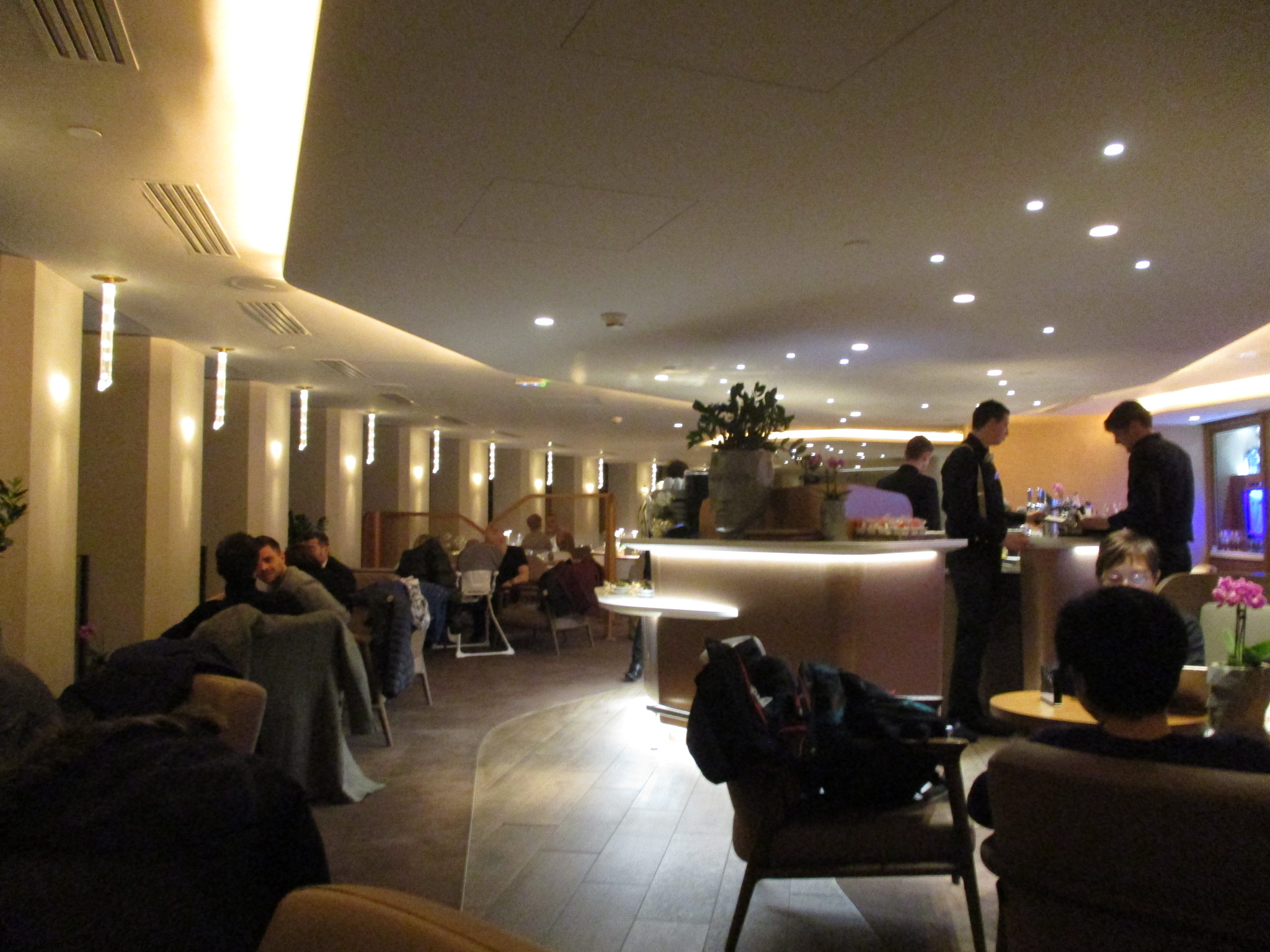
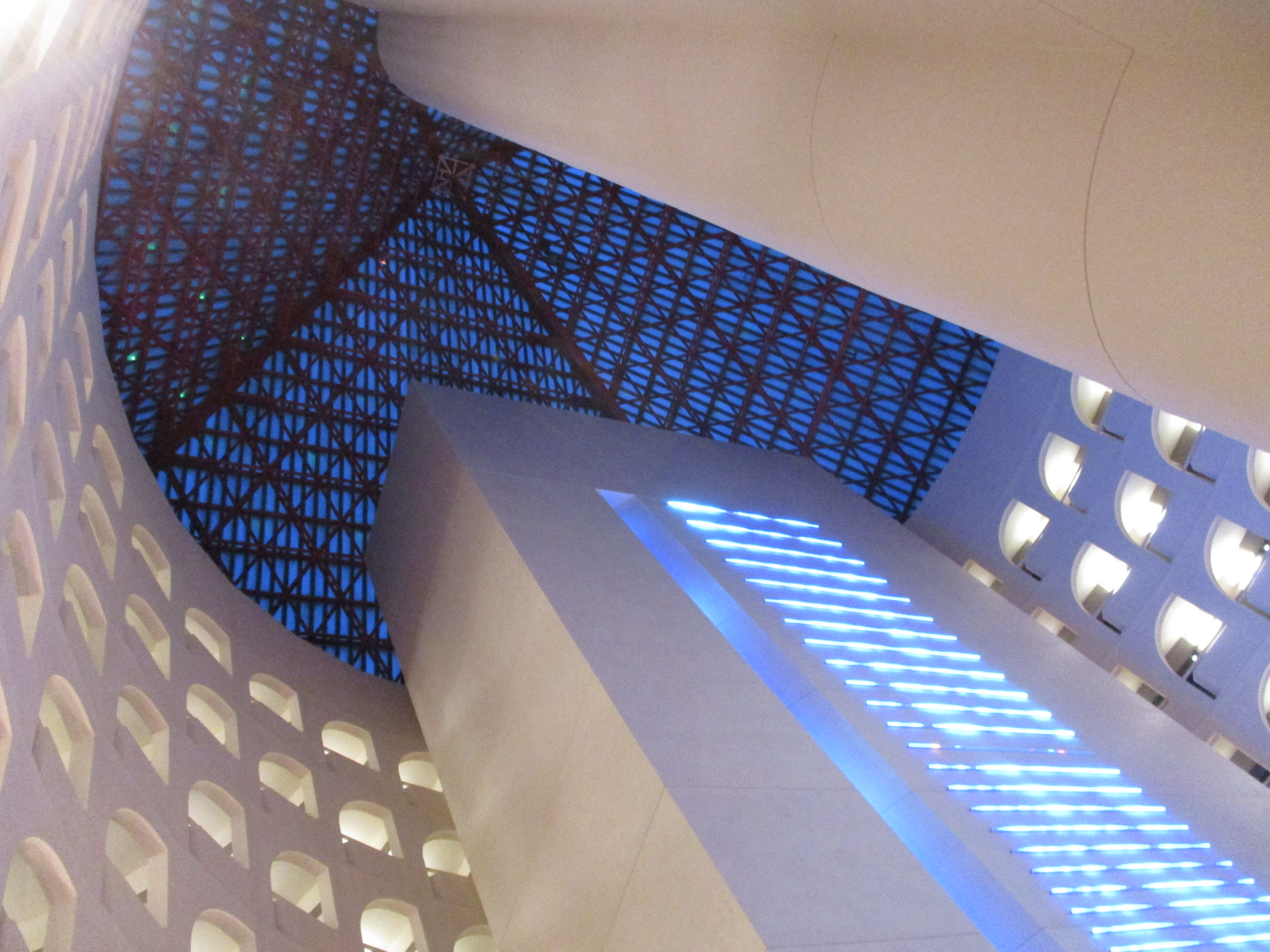

Son hôtel est aménagé entre les 32e et 42e étages du sommet de la tour, avec 245 chambres à vues panoramiques. 

Vues panoramiques sur Lyon de nuit, depuis le restaurant
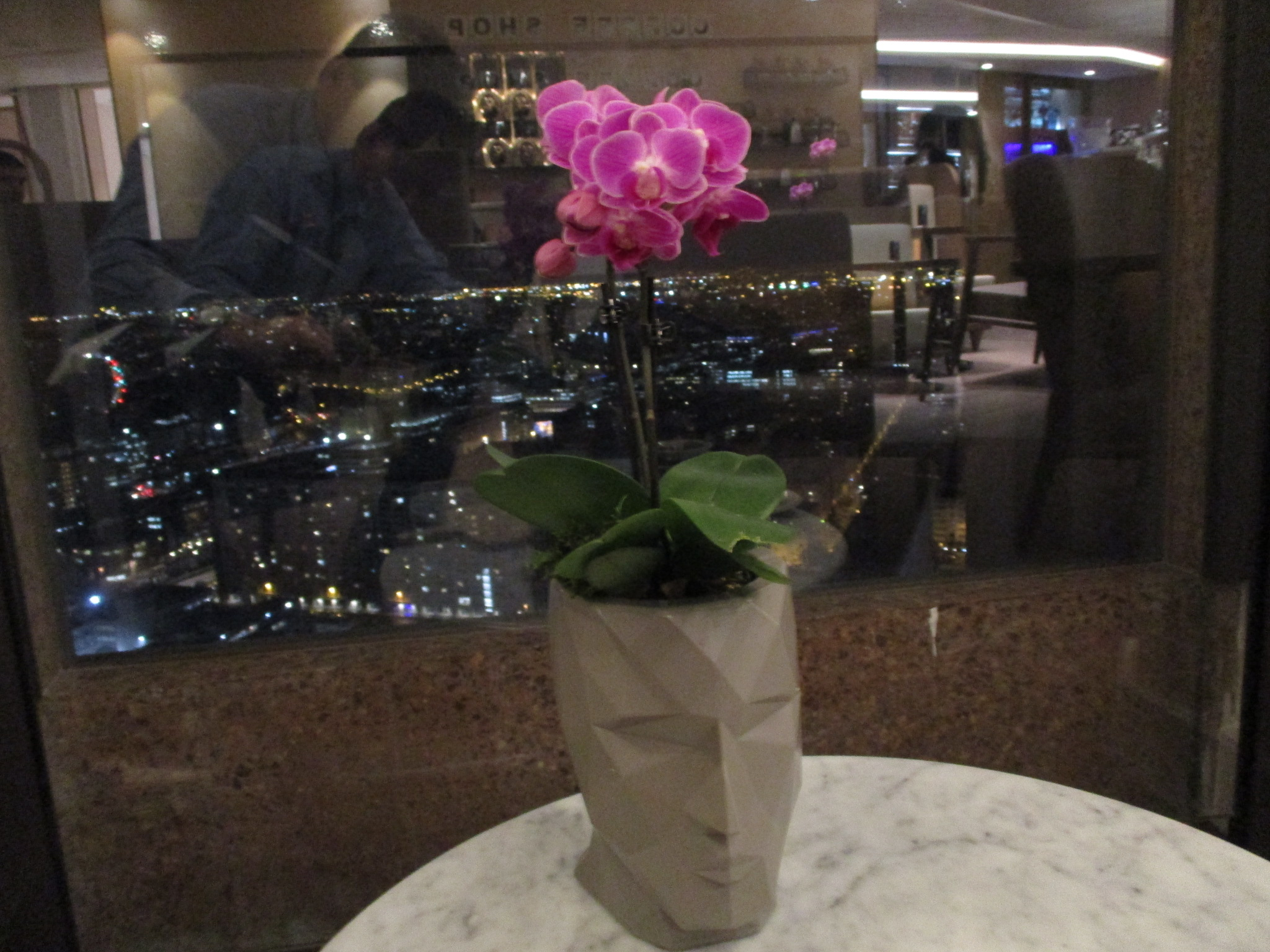
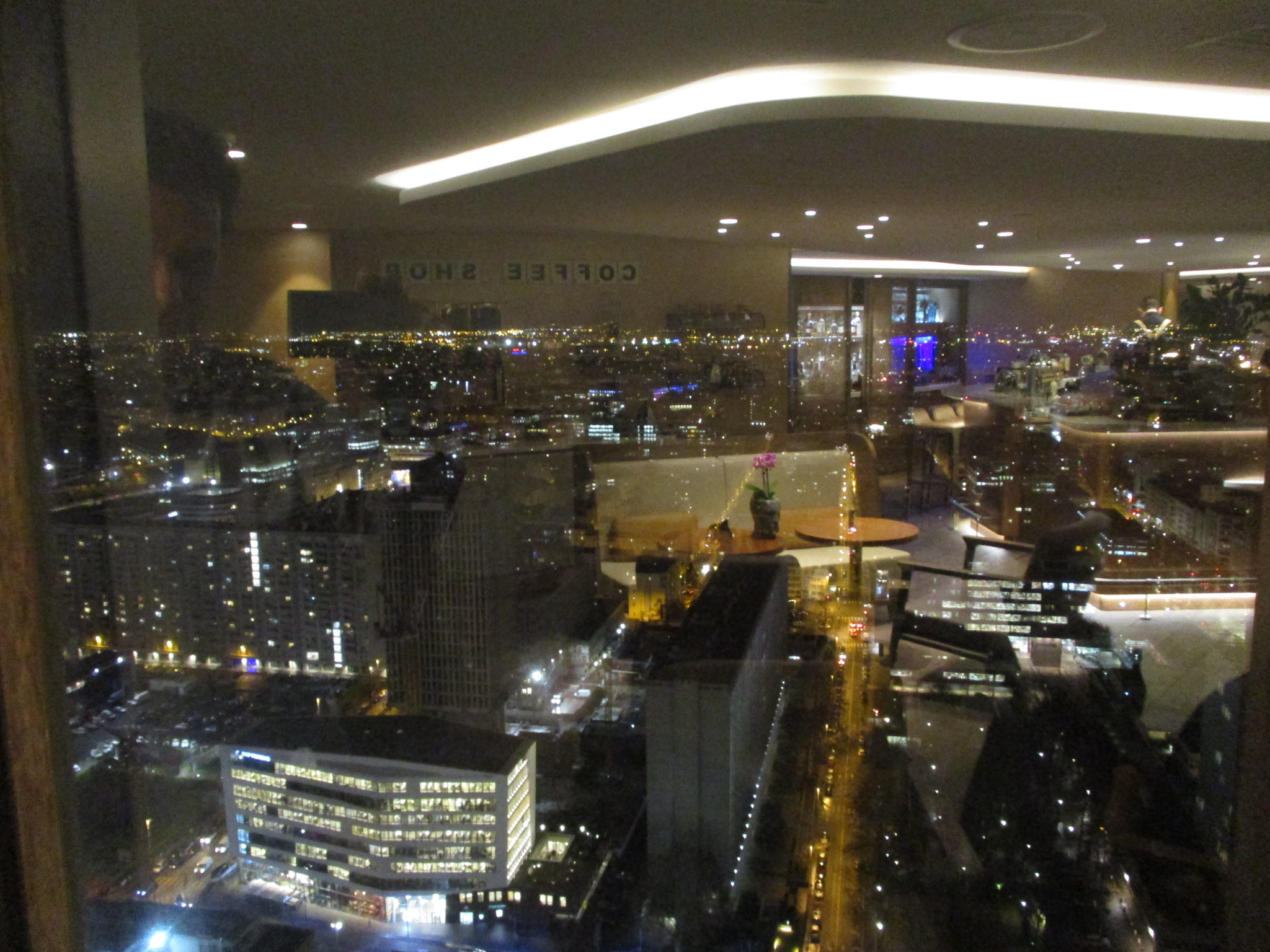
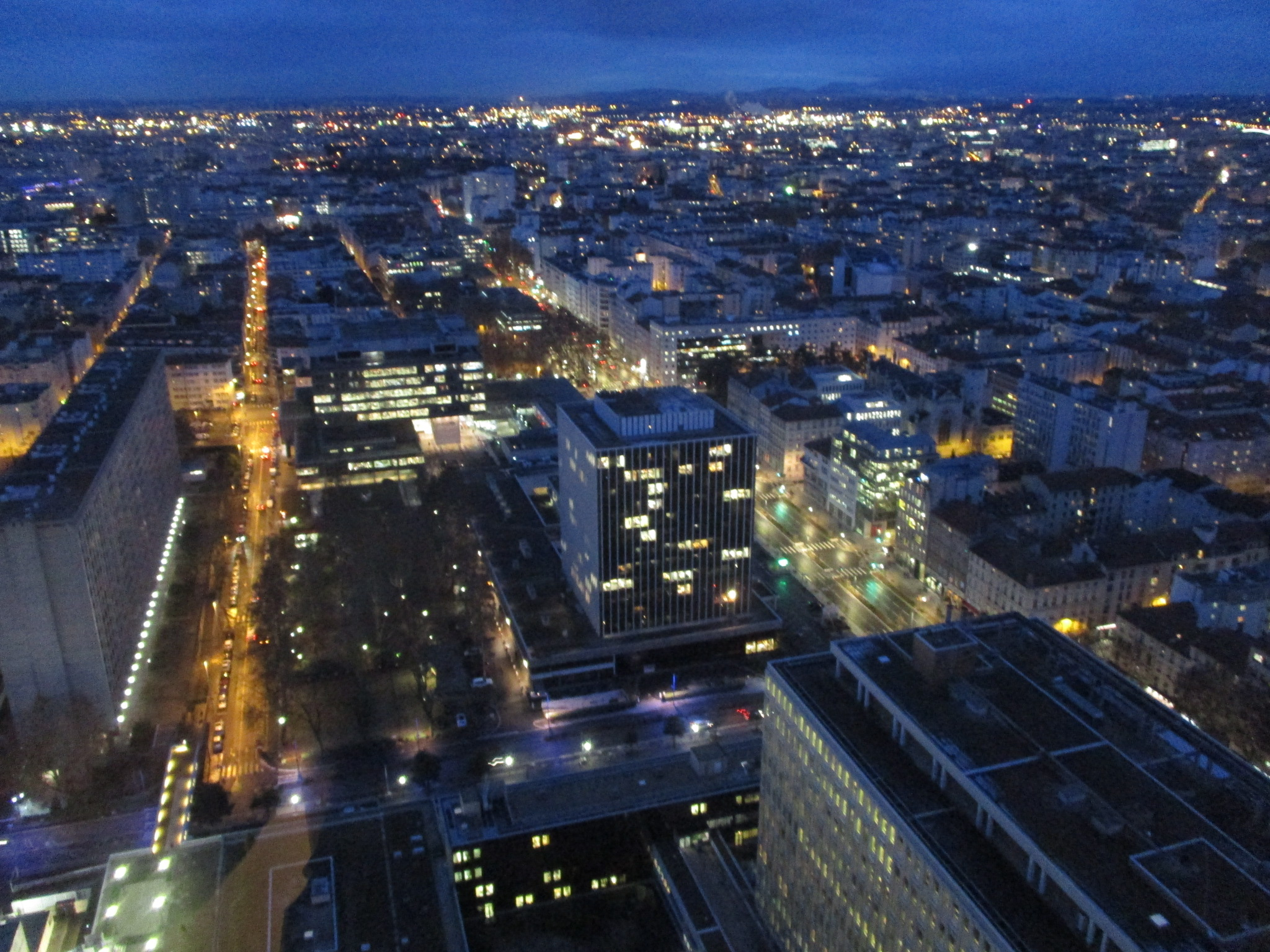

## Quelques autres restaurants panoramiques célèbres
- Le Ciel de Paris (56e et avant-dernier étage de la tour Montparnasse de Paris, à 210 m)
- Le Jules Verne (2e étage de la tour Eiffel, à 125 m)
- Windows on the World (106e et 107e étage de l'ancien World Trade Center de Manhattan à New York, à 400 m)
- Restaurant 360 (Tour CN de Toronto au Canada, à 351 m)